# エンジニア (企業)
株式会社エンジニア（英: ENGINEER INC.）は大阪府大阪市東成区東今里二丁目に本社をおく、エンジニアブランドのプライヤ・ペンチを主力とした工具を販売する企業。商品名「ネジザウルスGT」で知られている。なお自社工場を持たず他社に製造委託するファブレス企業である。

## 会社概要
旧社名は、双葉工具株式会社。弱電系工具メーカー。先端にセラミックを使用した調節ドライバー・シリコンウェハー専用ハイテクピンセット等の特殊工具を主力商品とした産業機器ルートでの法人用工具メーカー。2009年に潰れたねじ頭をつかんで回せるプライヤ「ネジザウルスGT」を発売。プロモーションの一環としてゆるキャラ「ウルスくん」を作り「ゆるキャラグランプリ」にエントリーして自社をＰＲする等。

## 沿革

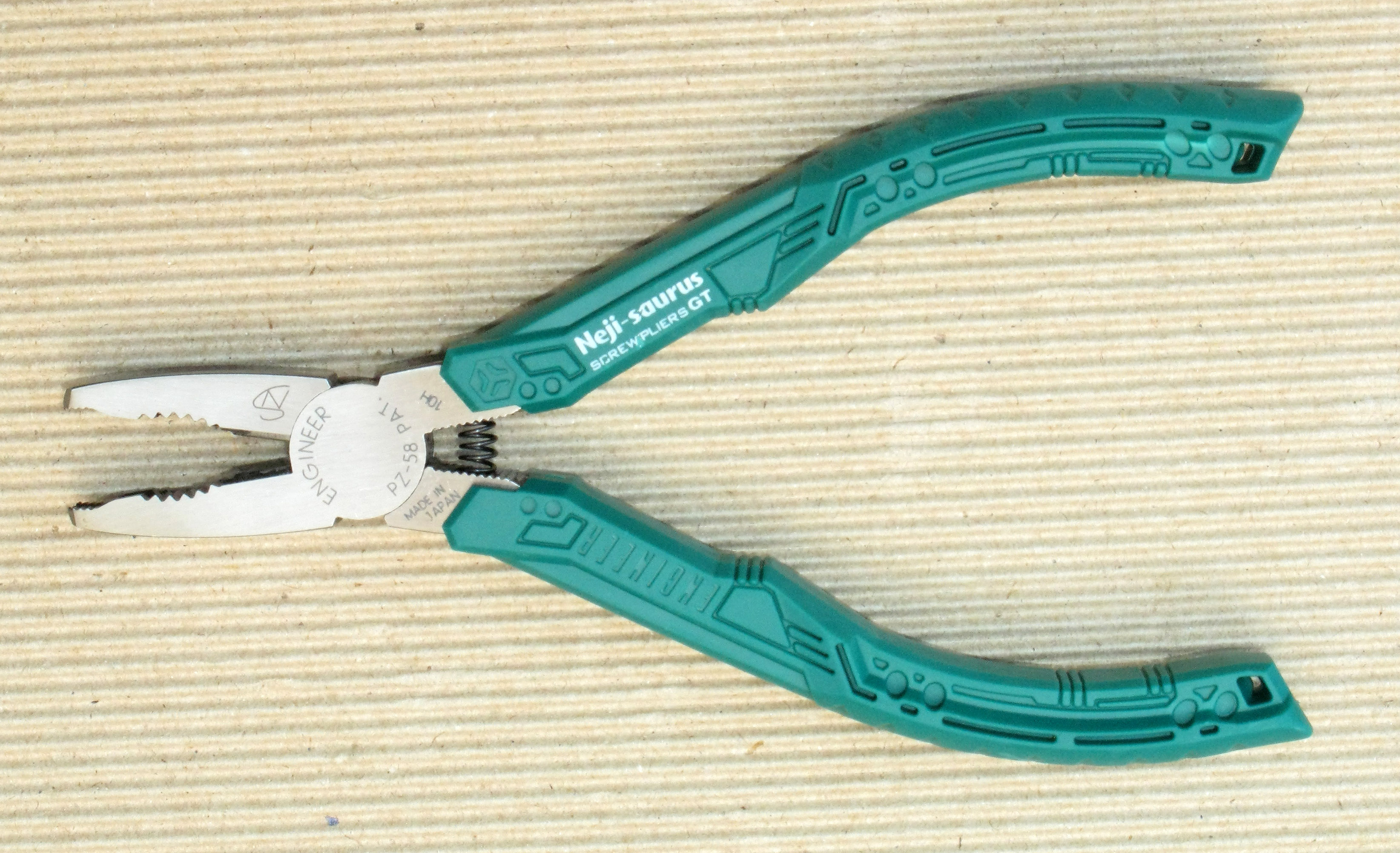
ネジザウルスGT

- 1948年4月 - 大阪府豊中市末広通一丁目において「双葉工具製作所」を設立。 作業用工具の製造販売を創業。
- 1956年3月 - 本社大阪市東成区大今里南に移転営業。
- 1972年1月 - 双葉工具株式会社とする。
- 2002年7月 - ISO9001の認証取得。
- 2002年9月 - 双葉工具株式会社から「株式会社エンジニア」へ社名変更。
- 2004年9月 - ISO14001の認証取得。
- 2004年9月 - 代表取締役社長に高崎充弘が就任。
- 2006年8月 - 本社現在地に移転営業。
- 2009年8月 - ネジザウルスGT(PZ-58)がDIY協会会長賞を受賞。

## 主な商品

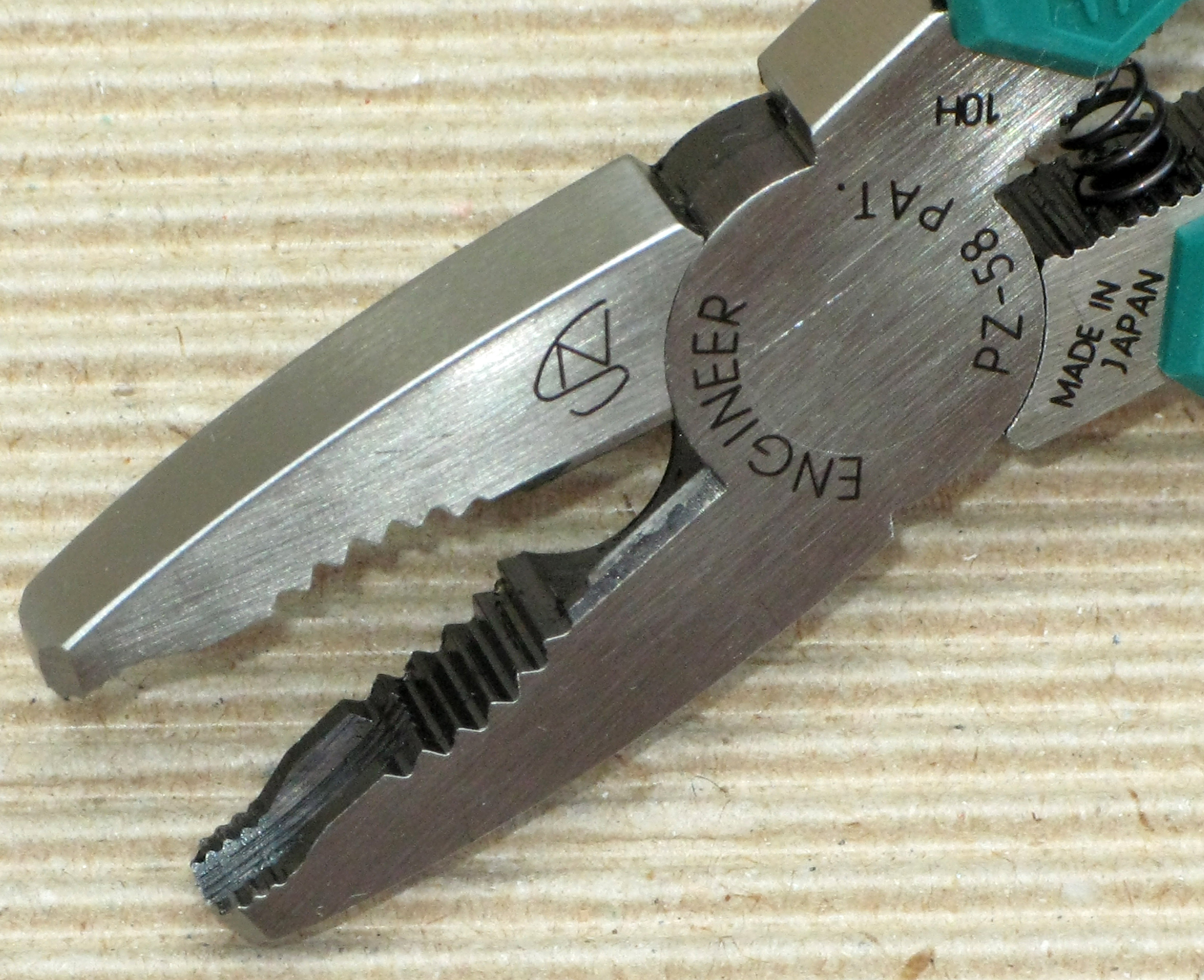
ネジザウルスGT掴み部形状

- ネジザウルス

ネジザウルスGTの受賞歴
2009年 :「DIY協会会長賞」、「2009年幕張メッセDIYショー一般来場者投票第2位」、「グッドデザイン賞」。
2010年 :「近畿地方発明表彰・大阪府知事賞」、「大阪ものづくり発明大賞」
2011年 :「iF product design award 受賞」、「第36回発明大賞・発明功労賞」、「中小企業優秀新技術・新製品賞」、「日本ホビーショー産業大賞・ホビー協会賞」、「全国発明表彰・日本商工会議所会頭賞」』
2012年 :「知財功労賞・特許庁長官賞」
2013年 :「DIYアイディア賞・ベストヒット賞」
ねじの頭をなめてしまったビスを、つかんで回せるプライヤとしてネジザウルスは2002年からPZ-55が発売されている。プライヤの先端でねじの頭をつかんで回す発想は、高崎社長自身がアメリカで2002年頃にプライヤの先端に縦溝のある「ガスクッションプライヤ(GAS LINE PLIERS)」を見た事から始まる。この先端の縦溝は、元々違う用途で付けられていたが、ねじの頭をつかんで回せる工具に出来ないかと、縦溝の形状を研究しプライヤの先端の方を細くして奥に広がるテーパー形状の溝を付ける事でねじをしっかりつかんで回す事が出来るようになった。
その後、ねじの適合サイズを拡大させたPZ-56を2005年に、2006年にはより小さいねじに適合したPZ-57を発売してシリーズ化している。
ネジザウルスGT（GTの意味は、Grip a Trussより。ただ、クルマ好きのユーザーには、グランツーリスモのイメージを意識してつけた。）は、他のシリーズでは出来なかったトラスビスを掴んで回す事が出来る。
2002年以降累計で、ネジザウルスシリーズは約56万丁販売されている。（うちネジザウルスGTは、2009年8月から12月の間に、約7万丁販売。）2013年にはシリーズ累計175万丁を超えた。
ネジザウルスという名称は、社内公募で決定した。プライヤを恐竜と見立て目の位置にNとSでデザインした目をマーキングしている。
PZ-56は、クロスしている本体の取り付けを逆にして、緩める方向に回した時の耐久性を向上させている、クロスプライヤXPと命名した訳である。

## 産業財産権
2011年8月10日現在
- 商標権 (Trademarks)　
  - 国内登録

登録番号　第532414号「エンヂニア」(1959年登録)、第1551392号「エンジニア／ENGINEER」(1982年登録)、第2321107号「エンジニア」(1991年登録)、第4542159号「ENGINEER」(2002年登録)、第4604966号「ENGINEER」(2002年登録)、第4744142号「ネジザウルス」(2004年登録)、第5377743号「図形商標」
- - 外国登録
- 特許権
  - 国内登録　No.3486776
  - 外国登録 米国No.6923097、台湾No.178742、韓国No.919966